# Pancrace de Dinkel
Pour les articles homonymes, voir Dinkel.
Pankratius von Dinkel (né le 9 février 1811 à Staffelstein, mort le 8 octobre 1894 à Augsbourg) est évêque d'Augsbourg de 1858 à sa mort.

## Biographie
Pankratius von Dinkel est le fils d'un aubergiste. Après l'abitur en 1828, il étudie la philosophie et la théologie catholique au Lyceum de Bamberg. Il est ordonné prêtre le 31 août 1834 par l'archevêque de Bamberg Joseph Maria von Fraunberg. Dinkel est aumônier à l'église Saint-Martin de Forchheim (de). En 1843, il devient prêtre à Erlangen, où il se montre être un grand prédicateur.
Pancrace de Dinkel succède à Michael von Deinlein comme évêque d'Augsbourg. Le 21 novembre 1858, son intronisation a lieu dans la cathédrale d'Augsbourg par l'archevêque de Munich, Gregor von Scherr. Pancrace de Dinkel introduit bientôt un nouveau catéchisme et, en 1860, un nouveau livre d'hymnes et de prières (Laudate). Il initie la restauration de la cathédrale d'Augsbourg et de l'église Saint-Ulrich-et-Sainte-Afre.
En tant que participant au premier concile œcuménique du Vatican, il se rangé du côté des évêques qui rejettent l'infaillibilité pontificale.
Pendant le Kulturkampf, il accueille de nombreux prêtres et étudiants en théologie expulsés de Prusse.
Le 8 octobre 1894, Pancrace de Dinkel meurt à l'âge de 83 ans. Le 11 octobre, il est enterré avec une foule nombreuse dans la chapelle Saint-Augustin de la cathédrale Sainte-Marie d'Augsbourg.